# The Impact of Legalized Abortion on Crime
The Impact of Legalized Abortion on Crime (deutsch etwa Der Einfluss der Legalisierung der Abtreibung auf die Kriminalitätsrate) ist eine kontroverse Studie von John Donohue von der Yale University und von Steven Levitt von der University of Chicago aus dem Jahre 2001. Sie behauptet, die Legalisierung der Abtreibung in den USA in den 1970er-Jahren hätte in den Vereinigten Staaten zu einem signifikanten Rückgang der Kriminalität in den 1990er-Jahren geführt.
Die Schrift aus dem Quarterly Journal of Economics legt dar, dass die fallende Kriminalitätsrate der 1990er vor allem durch die Legalisierung der Abtreibung durch die Roe v. Wade-Entscheidung im Jahre 1973 herbeigeführt worden sei.

## Kritische Rezeption

### Sailer
1999, noch bevor der Aufsatz publiziert war, entspann sich eine Debatte zwischen dem Journalisten Steve Sailer auf der einen und Steven Levitt auf der anderen Seite auf Slate.com. Sailer argumentiert, dass die Abnahme der Crack-Verbreitung in den Vereinigten Staaten signifikanter gewesen sei als die Abtreibung und dass im Gegensatz dazu, was Levitts These erwarten lassen würde, die Mordrate für die 14- bis 17-Jährigen im Jahre 1993 (die in den Hochzeiten der Abtreibung zwischen 1975 und 1979 geboren wurden) 3,7-fach so hoch als die der Jugendlichen mit gleichem Alter im Jahre 1984 gewesen sei, welche in den Jahren vor der Legalisierung zwischen 1966 und 1970 geboren worden waren.

### Lott und Whitley
2001 argumentierten John Lott und John Whitley, dass Donohue und Levitt annähmen, dass Bundesstaaten mit vollständig legalisierter Abtreibung höhere Abtreibungsraten hätten als Bundesstaaten, in denen der Schwangerschaftsabbruch nur unter bestimmten Bedingungen erlaubt ist (Dies war vor der gerichtlichen Legalisierung in etlichen Bundesstaaten der Fall) und dass die Statistiken diese Behauptung nicht belegen würden. Zusätzlich, wenn der Schwangerschaftsabbruch einen Fall der Kriminalitätsrate verursachen würde, dann müsste diese Absenkung zuerst bei der Jüngsten zu beobachten sein und dann allmählich eine Verringerung bei Älteren und noch Älteren eintreten. Tatsächlich aber falle die Mord-Rate aber zuerst bei den ältesten Kriminellen und den etwas jüngeren und so weiter, bis sie zuletzt erst bei den Jüngsten falle. Lott und Whitley meinen, dass wenn Donohue und Levitt recht hätten, dass dann 50 Prozent des Abfalls der Mordrate während der 1990er Jahre allein aufgrund der Legalisierung der Abtreibung erfolgt sei und deshalb dieses ohne weitere statistische Korrekturen sofort aus den Diagrammen sichtbar sein müssten, was aber nicht zutreffe.

### Joyce
Ted Joyce hält der These in seinem Aufsatz Did Legalized Abortion Lower Crime? aus dem Jahre 2004 eine Reihe von Argumenten entgegen. Er behauptet, die legale Abtreibung in den frühen 1970ern habe die illegale Abtreibung ersetzt, ohne zu einer signifikanten Erhöhung der Abortionsrate zwischen 1985 und 1990 zu führen. Kohorten, die vor 1973 geboren wurden und aus Teilstaaten stammten, in denen 1973 die Abtreibung legalisiert wurde, hätten ungefähr die gleiche Kriminalitätsrate wie Kohorten von später Geborenen. Verschwiegene Variablen würden die Ergebnisse beschönigen.
Donohue und Levitt antworteten auf diese Kritik mit dem Aufsatz Further Evidence that Legalized Abortion Lowered Crime: A Reply to Joyce. Sie sind der Ansicht, dass keines der Argumente von Joyce Zweifel an ihrer Hypothese aufkommen lassen könne. Zusätzlich erweiterten sie mit diesem Aufsatz ihre Datenbasis um detailliertere Statistiken, die ihnen Stanley Henshaw vom Alan Guttmacher Institute inzwischen zur Verfügung gestellt hatte.